# Cowan Bridge School
Cowan Bridge School war ein britisches Mädchenpensionat, das überwiegend Töchter von Pfarrersfamilien aufnahm und ihnen dort eine Ausbildung angediehen ließ, die sie befähigen sollte, gegebenenfalls den Beruf einer Gouvernante zu ergreifen. Die Schule wurde in den 1820er Jahren gegründet.
Die Schule befand sich zunächst in dem Dorf Cowan Bridge im englischen Landkreis Lancashire. Dort wurde sie unter anderem von den Brontë-Schwestern besucht. Cowan Bridge School gilt als das Vorbild der Lowood School, die Charlotte Brontë in ihrem Roman Jane Eyre beschrieb. Zwei der Brontë-Schwestern, Maria und Elizabeth starben an Tuberkulose, kurz nachdem an dieser Schule diese Krankheit ausgebrochen war. In den 1830er Jahren wurde die Schule ein paar Meilen weiter neu gegründet und dort mit der lokalen Mädchenschule verschmolzen.

## Schulbedingungen
Die Cowan Bridge School zwang Kinder, die aus Wohltätigkeit an der Schule aufgenommen wurden, eine Uniform zu tragen. Dies war für die Brontë-Schwestern, die zu den jüngsten Pensionatsschülerinnen zählten, besonders demütigend. Charlotte Brontë wurde besonders aufgezogen, weil sie auf Grund ihrer Kurzsichtigkeit beim Lesen und Schreiben die Papieroberfläche dicht an die Augen führen musste.
Schülerinnen teilten sich je zu zweit ein Bett. Zum Waschen stand ihnen nur kaltes Wasser zur Verfügung, das sie jeweils zu sechst teilen mussten. Da die Räume kaum geheizt wurden, war das Wasser morgens häufig überfroren. Vor dem Frühstück wurde für anderthalb Stunden gebetet, bevor ein häufig angebrannter Haferbrei serviert wurde. Die Schulstunden begannen um halb zehn und endeten für eine kurze Pause zu Mittag. Am Nachmittag wurden die Schulstunden bis 17 Uhr fortgesetzt. Es gab dann in der halbstündigen Pause eine halbe Scheibe Brot sowie eine Tasse Kaffee. Danach wurde der Unterricht fortgesetzt. Der Tag endete mit einem Glas Wasser, einem Haferkeks und dem Abendgebet.
Zu den Strafen gehörte der Entzug von Mahlzeiten und den knappen Freizeiten, körperliche Züchtigung und Demütigungen wie stundenlanges Sitzen auf einem Stuhl, bei dem die Kinder eine Narrenkappe tragen mussten.
Sonntage bedeuteten keine Pause von dem rigorosen Erziehungsstil an dieser Schule. Bei jedem Wetter mussten die Mädchen rund drei Kilometer durch offenes Gelände gehen, um an der ersten Messe ihrer Pfarrkirche teilzunehmen. Nach der Messe erhielten sie Brot, bevor sie am Nachmittagsgottesdienst teilnahmen. Der lange Weg zur Kirche erlaubte nicht, dass sie zwischenzeitlich zu ihrer Schule zurückkehrten. In ihrem Pensionat erhielten sie abends eine Scheibe Brot, die mit Butter bestrichen war. Der Sonntag endete mit Rezitieren aus dem Katechismus, dem Aufsagen von Bibelstellen und dem Anhören einer Predigt, deren Thema häufig genug die Verdammung war. Reverend William Carus Wilson, der die Schule leitete, war als Calvinist davon überzeugt, dass die meisten Seelen die Verdammung erwartete.

## Hintergrund der Schule

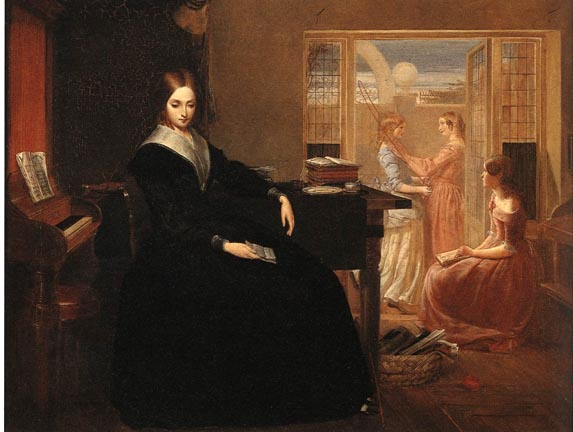
Richard Redgrave, 1844:Die Gouvernante – Junge Frauen, die die Cowan Bridge School verließen, arbeiteten häufig als Gouvernante

Mädchenpensionate galten in Großbritannien nur als zweitklassige Form der Erziehung. Die Töchter gutbürgerlicher Familien wurden im Haushalt mit Hilfe einer Gouvernante erzogen. Das Recht einer Gouvernante auf Anleitung ihrer Zöglinge leitete sich lange Zeit allein daraus ab, dass sie selbst einer gutbürgerlichen Familie entstammte und dort eine standesgemäße Erziehung genossen hatte. Erwartet wurde, dass sie eine oder mehrere moderne Fremdsprachen sprach, ein Musikinstrument spielen und zeichnen konnte sowie oberflächliche Kenntnisse in Fachgebieten wie beispielsweise Botanik oder Erdkunde besaß. Dass Gouvernanten auf diese Weise bestenfalls eine Halbbildung erwarben und auch nicht mehr als eine Halbbildung weitergeben konnten, wurde akzeptiert. Ein bewusster berufsvorbereitender Erwerb von Kenntnissen wurde dagegen von Zeitgenossen kritisch gesehen, da es der Fiktion widersprach, dass die Erziehung der Töchter durch eine Frau gleichen sozialen Standes erfolgte. Einige Kommentatoren warnten sogar davor, dass entsprechende Ausbildungsstätten es Frauen der unteren Mittelschicht ermöglichen würden, ihre Arbeitgeber über ihre Herkunft zu täuschen. Eine Ausnahme von dieser Regel stellten Töchter von Pfarrersfamilien dar, deren Gutbürgerlichkeit offenbar so außer Frage stand, dass sie Pensionate besuchen konnten, die ihnen gezielt die Kenntnisse beibrachten, die mit der Tätigkeit einer Gouvernante assoziiert wurden. Charlotte Brontë hat in Jane Eyre die rigorose Erziehung in einer solchen Schule beschrieben. Für die Historikerin Kathryn Hughes besteht auf Grund anderer Zeugnisse wenig Zweifel daran, dass Brontë, die mit ihren Schwestern kurzzeitig Schülerin der Cowan Bridge School war, mit ihrer Beschreibung der Unterrichtsweise in Lowood reale Bedingungen schilderte.

## Einzelbelege
1. ↑  Karen Smith Kenyon: The Bronte Family: Passionate Literary Geniuses (2002), S. 23.
2. ↑  Juliet Barker: The Brontës (1995), S. 120–123, S. 125–130, S. 134, S: 136–138, S. 140–141, S. 285.
3. ↑  Juliet Barker: The Brontës (1995), S. 136–137.
4. ↑   Ruth Brandon: Other People’s Daughters – The Life and Times of the Governess, S. 14–15.
5. ↑   Hughes: The Victorian Governess. 1993, S. 40.
6. ↑   Hughes: The Victorian Governess. 1993, S. 39.